# 아이 카나데
아이 카나데(일본어: 愛奏, 1982년 11월 22일 ~ )는 일본의 성인 비디오, 핑크 영화, V 시네마 여배우다. 카오루 사쿠라코(薫桜子)라는 이름으로도 활동했다.